# Swiss Indoors 1984
Lo Swiss Indoors 1984, noto anche come Davidoff Swiss Indoors per motivi di sponsorizzazione, è stato un torneo di tennis giocato sul cemento indoor. È stata la 15ª edizione del torneo e faceva parte del Volvo Grand Prix 1984. Si è giocato a Basilea in Svizzera dall'8 al 14 ottobre 1984.

## Campioni

### Singolare maschile
Joakim Nyström ha battuto in finale  Tim Wilkison con il punteggio di 6–3, 3–6, 6–4, 6–2

### Doppio maschile
Pavel Složil /  Tomáš Šmíd hanno battuto in finale  Stefan Edberg /  Tim Wilkison con il punteggio di 7–6, 6–2